# Списак берлинских метро станица
Ово је листа метро станица у Берлину. Под станицама берлинске подземне железнице се подразумевају све станице Берлинског У-воза и Берлинског С-воза.
1. Afrikanische Straße Афричка улица
2. Александерплац Александров трг
3. Alt-Mariendorf Стари Маријендорф
4. Alt-Reinickendorf Стари Рајникендорф
5. Altstadt Spandau Стари град Шпандау
6. Alt-Тегел Стари Тегел
7. Alt Tempelhof Стари Темпелхоф
8. Amrumer StraßeАмрум улица
9. Anhalter Bahnhof Анхалтер железничка станица
10. Attilastraße Улица Атиле
11. Augsburger Straße Улица Аугсбурга
12. Babelsberg Бабелсберг (Бабелово брдо)
13. Zoologischer Garten (Берлински зоолошки врт)
14. Bayerischer Platz Трг Баварске
15. Berliner Straße Берлинска улица
16. Bernau
17. Bernauer Straße Бернауер штрасе Бернауер улица
18. Bernau-Friedenstal Бернау-Фриденстал
19. Betriebsbhf. Rummelsburg Железничка погонска станица Румелсбург
20. Beusselstraße Бојсел улица
21. Biesdorf-Süd Бисдорф-југ
22. Birkenstraße Биркен улица
23. Birkenwerder Биркенвердер
24. Bismarckstraße
25. Blankenburg Бланкенбург
26. Blankenfelde Бланкенфелде
27. Blaschkoallee Блашко алеја
28. Blissestraße Блисе улица
29. Boddinstraße Бодин улица
30. Borgsdorf Боргсдорф
31. Bornholmer Straße Борнхолмер Улица
32. Borsigwerke Борсигверке
33. Botanischer Garten Ботаничка башта
34. Breitenbachplatz Брајтенбах трг
35. Britz-Süd Бриц-југ
36. Buch Бух
37. Buckower Chaussee Букова Шосе
38. Bülowstraße Билов улица
39. Bundesplatz Савезни трг
40. Cottbusser Platz Трг Котбуса
41. Dahlem-Dorf Далем-село
42. Deutsche Oper Немачка опера
43. Eberswalder Straße Ебарсвалдер улица
44. Eichborndamm Ајхборндам
45. Eisenacher Straße Улица Ајзенсенаха
46. Elsterwerdaer Platz Трг Елстарверде
47. Erkner Еркнар
48. Ernst-Reuter-Platz Трг Ернст Ројтера
49. Fehrbelliner Platz Фербелинов Трг
50. Feuerbachstraße Улица Фојербах
51. Frankfurter Allee Франкфуртска алеја
52. Frankfurter Tor Франкфуртска капија
53. Franz-Neumann-Platz Трг Франца Нојмана
54. Französische Straße Француска Улица
55. Friedenau Фриденау
56. Friedrichsfelde Фридрихсфелде
57. Friedrichshagen Фридрихсхаген
58. Friedrichstraße Фридрих улица
59. Friedrich-Wilhelm-PlatzТрг Фридрих-Вилхелма
60. Frohnau Фронау
61. Gesundbrunnen Гезундбрунен (Здрави извор)
62. Gleisdreieck Шински троугао
63. Gneisenaustraße Гнајзенау улица
64. Görlitzer Bahnhof Железничка станица Герлиц
65. Görlitzer Bahnhof
66. Greifswalder Straße Улица Грајфсвалда
67. Grenzallee Гранична алеја
68. Griebnitzsee Гребниц језеро
69. Güntzelstraße Гинцел улица
70. Halemweg Халем пут
71. Halensee Хален језеро
72. Hallesches Tor Халска капија
73. Hansaplatz трг Ханзе
74. Haselhorst Хазелхорст
75. Hausvogteiplatz Хаусвогтај трг
76. Heidelberger Platz Трг Хајделберга
77. Heiligensee Свето језеро (Хајлигенсе)
78. Heinrich-Heine-Straße Хајнрих Хајне улица
79. Hellersdorf Хелерсдорф
80. Hennigsdorf Хенигдорф
81. Hermannplatz (Херманплац)
82. Hermannstraße Херман улица
83. Hermsdorf Хермсдорф
84. Hirschgarten Јеленова башта (Хиршгартен)
85. Hohen Neuendorf Хоен Нојендорф
86. Hohenzollerndamm Хоенцолерндам
87. Hohenzollernplatz Хоенцолерн трг
88. Holzhauser Straße Холцхаузер улица
89. Hönow Хенов
90. Humboldthain Хумболдхајн
91. Innsbrucker Platz Трг Инзбрука
92. Jakob-Kaiser-Platz Трг Јакоба Кајзера
93. Jannowitzbrücke Јановиц мост
94. Johannisthaler Chaussee Јоханисталер Шосе
95. Jungfernheide Јунгфернхајде
96. Kaiserdamm Кајсердам
97. Kaiserin-Augusta-Straße Кајзерин Аугуста улица
98. Karl-Bonhoeffer-Nervenklinik Карл Бонхофер Нервна клинка
99. Karl-Marx-Straße Улица Карла Маркса
100. Karlshorst Карлсхорст
101. Karow Каров
102. Kaulsdorf Nord Каулсдорф север
103. Kleistpark Парк Клајста
104. Klosterstraße Клостар улица
105. Kochstraße Кох улица
106. Adenauerplatz Трг Аденауера
107. Konstanzer Straße Констанцер Улица (улица Констанца)
108. Коперник
109. Kottbusser Tor Котбусер капија
110. Krumme Lanke Круме Ланке
111. Курфирштендам
112. Kurfürstenstraße Курфирстенштрасе Курфирстен улица
113. Kurt-Schumacher-PlatzТрг Курта Шумахера
114. Landsberger Allee Ландесбергер Алеја
115. Lankwitz Ланквиц
116. Berlin Hauptbahnhof Белин главна железничка станица
117. Lehnitz Лениц
118. Leinestraße Лајне улица
119. Leopoldplatz Трг Леополда
120. Lichtenberg Лихтенберг
121. Lichtenrade Лихтенраде
122. Lichterfelde Ost Лихтерфелде исток
123. Lichterfelde Süd Лихтерфелде југ
124. Lichterfelde West Лихтерфелде запад
125. Lindauer Allee Линдауер Алеја
126. Lipschitzallee Липшиц алеја
127. Louis-Lewin-Straße Улица Лојс Левина
128. Magdalenenstraße Магдаленен улица
129. Mahlow Малов
130. Marienfelde Маринфелде
131. Märkisches Museum Меркишес Мусеум (музеј)
132. Mehringdamm Мерингдам
133. Mendelssohn-Bartholdy-ParkПарк Менделсон-Бартолди
134. Messe Nord / ICC Сајам Север ИЦЦ=Интернационални конгресни центрум
135. Mexikoplatz Трг Мексика
136. Mierendorffplatz Мирендорф трг
137. Möckernbrücke Мекернбрике (Мекерн мост)
138. Mohrenstraße Морен улица
139. Moritzplatz Мориц трг
140. Nauener Platz Науер трг
141. Neue Grottkauer Straße Нова Гроткауер Улица
142. Нојкелн Нови Келн
143. Neu-Westend Нови западни крај (Ној Вестенд)
144. Nikolassee Николасзе (Николас језеро)
145. Nollendorfplatz Ноледорф трг
146. Nordbahnhof Северна железничка станица
147. Olympia-Stadion Олимпија стадион
148. Onkel Toms Hütte Онкел Томс Хите (пажња en:Oncle Tom's cabin- литература из САД- превод: Колиба ујке Тома, аутор Harriet Beecher Stowe
149. Oranienburg Оранијеенбург
150. Oranienburger Straße Оранијенбурга улица
151. Oranienburger Tor Оранијенбурга Капија
152. Osdorfer Straße Осдорфа Улица
153. Oskar-Helene-Heim Оскар-Хелене-Дом
154. Osloer Straße Улица Осла
155. Ostbahnhof Истчна железничка станица
156. Ostkreuz Источна раскрсница
157. Otisstraße Отис улица (коментар:Отис је измислио први лифт)
158. Панков Панков
159. Pankow-Heinersdorf Панков-Хајнарсдорф
160. Pankstraße Панк улица
161. Papestraße Папе улица
162. Paracelsus-Bad Парацелсус купалиште
163. Paradestraße Параде улица
164. Parchimer Allee Пархима алеја
165. Paulsternstraße Паулсштерн улица
166. Platz der Luftbrücke Трг Ваздучног моста
167. Podbielskiallee Подбилски алеја
168. Потсдамер плац Трг Поцдама
169. Potsdam Hauptbahnhof Главна Железничка станица
170. Prenzlauer Allee Пренцлауер Алеја
171. Priesterweg Пристервег (Пристер пут)
172. Prinzenstraße Принцен улица
173. Rahnsdorf Рансдорф
174. Rathaus Neukölln Општина нови келн
175. Rathaus Reinickendorf Општина Рајникендорф
176. Rathaus Schöneberg Општина Шенеберг
177. Rathaus Spandau Општина Шпандау
178. Rathaus Steglitz Општина Штеглиц
179. Rehberge Реберге
180. Reinickendorfer Straße Рајникедорфер улица
181. Residenzstraße Резиденц улица
182. Richard-Wagner-Platz Трг Рихарда Вагнера
183. Rohrdamm Рордам
184. Röntgental Рендгентал
185. Rosa-Luxemburg-Platz Трг Розе Луксембург
186. Rosenthaler Platz Росенталер Трг
187. Rüdesheimer Platz Ридесхајмер Трг
188. Rudow Рудов
189. Ruhleben Рулебен
190. Rummelsburg Румелсбург
191. Samariterstraße Самаритер улица
192. Scharnweberstraße Шарнвебер улица
193. Schichauweg Шихаувег (вег=пут)
194. Schillingstraße Шилинг улица
195. Schlachtensee Шлахтен језеро
196. Schlesisches Tor Шлезиска капија
197. Schloßstraße Шлос улица
198. Шенеберг
199. Schönhauser Allee Шенхаузер алеја
200. Schönholz Шенхолц
201. Schönleinstraße Шенлајнштарсе (Шенлајн улица)
202. Schulzendorf Шулцендорф
203. Schwartzkopffstraße Шварцкопф улица
204. Seestraße Језерска улица (Зештрасе)
205. Senefelderplatz Зенефелдерплац (Зенефелдер Трг)
206. Siemensdamm Сименсдам
207. Sonnenallee Сунчана алеја (Зоненале)
208. Sophie-Charlotte-Platz Трг Софије-Шарлоте
209. Spichernstraße Шпихерн улица
210. Spittelmarkt Шпителмаркт (Шпител пијаца, маркт=пијаца)
211. Stadtmitte Градски центар
212. Storkower Straße Шторкова улица
213. Strausberger Platz Штраусбергер трг
214. Südende Јужни крај
215. Südstern јужна звезда
216. Sundgauer Straße Сундгауер улица
217. Тегел
218. Темпелоф
219. Theodor-Heuss-PlatzТрг Теодора Хојса (ком: Тодор Хојс немачки политичар ФДП-партија)
220. Thielplatz Тилплац
221. Tierpark Животинјски парк (врт)
222. Treptower Park Трептовски парк
223. Turmstraße Турм улица
224. Uhlandstraße Уланд улица
225. Ullsteinstraße Уллштајн улица
226. Unter den Linden Унтер ден Линден (прев. ср: Испод Липа (пл.))
227. Viktoria-Luise-Platz Трг Викторије Луизе
228. Vinetastraße Винета улица
229. Voltastraße Волта улица
230. Waidmannslust Вајдманслуст
231. Walther-Schreiber-Platz Трг Валтер Шрајбера
232. Wannsee Ванзе
233. Warschauer Straße Варшавска улица
234. Weberwiese Веберевизе
235. Wedding
236. Weinmeisterstraße Вајнмајстер улица
237. Westend Вестенд (пр. ср:Западни крај)
238. Westhafen (Западна лука)
239. Westkreuz (Западна раскрсница)
240. Westphalweg Весфалвег
241. Wilhelmshagen Вилхелмсхаген
242. Wilhelmsruh Вилхелмсру
243. Wilmersdorfer Straße Вилмердорфер улица
244. Wittenau Витенау
245. Wittenbergplatz Витембергплац (Витемберг трг)
246. Wollankstraße Воланк улица
247. Wuhletal Вулетал
248. Wuhlheide Вулхајде
249. Wutzkyallee Вутцки алеја
250. Yorckstraße Јорк улица
251. Zehlendorf Целендорф
252. Zepernick Цеперник
253. Zinnowitzer Straße Циновитцер улица
254. Zitadelle Цитадела
255. Zwickauer Damm Цвикауер Дам